# G PROJECT
지 프로젝트 (G PROJECT)는 2012년에 판매 개시된 일본의 성인용품 브랜드이다.2차원의 일러스트를 패키지로 사용해 고품질 스타일리시한 상품을 출시하고 있다. 소재지는 도쿄도 시부야구 에비스에 있다.

## 같이 보기
- 성구
- 오나홀
- 텐가
- Men'sMax